# Die Unbefriedigten
Die Unbefriedigten ist ein französisch-italienischer Spielfilm, den Claude Chabrol im Herbst 1959 in Frankreich mit einigen führenden Jungschauspielern der Nouvelle Vague abgedreht hat.

## Handlung
Die Unbefriedigten – das sind vier Verkäuferinnen im Paris des Jahres 1959, die in dem Elektrogeschäft von Monsieur Belin arbeiten. Sie heißen Jane, Jacqueline, Ginette und Rita, und ihnen allen ist eins gemeinsam: Sie leiden zwar keine wirtschaftliche Not, langweilen sich aber zu Tode. Nach Ladenschluss sucht jede von ihnen ihre kleine Flucht, die sie aus dem tagtäglichen Einerlei herausführen soll und so etwas wie Aufregung und wirkliches Leben verheißt. Ginette geht auf die Bühne und versucht sich heimlich als Sängerin in einer Music-Hall (die französische Form des Cabarets), Rita plant, einen bürgerlichen Spießer zu heiraten, der ihr einen sozialen Aufstieg ermöglicht, die burschikose Jane lässt sich, wenn sie nicht mit „ihrem“ Soldaten abhängt, auf fragwürdige Männerbekanntschaften ein, und die etwas naive Jacqueline träumt von der großen Liebe. Als ein Fremder sie in Gestalt eines Motorradfahrers mit Schnauzbart verfolgt, glaubt sie in ihm ihren Traummann gefunden zu haben. Doch in Jacquelines Fall platzt diese Wunschvorstellung auf besonders grausame und tragische Weise: Ihr Jungmädchentraum erweist sich als Alptraum, der Stalker auf dem Moped ist nichts anderes als ein Triebtäter, und der ermordet Jacqueline in einem Waldstück, ehe er sich anschließend auf seinem Motorrad davonmacht.

## Produktionsnotizen
Die Unbefriedigten entstand zwischen dem 7. November und dem 26. Dezember 1959 an mehreren Plätzen und Straßen in Paris und wurde am 22. April 1960 uraufgeführt. Die deutsche Premiere fand am 3. Juni 1960 statt.
Ralph Baum hatte die Produktionsleitung. Jean Lavie und Jacques Mély zeichneten für die Filmbauten verantwortlich.

## Kritiken
Im Lexikon des Internationalen Films heißt es: „Langsam, genau, fast ohne äußere Handlung dringt diese Filmstudie in das Alltagsleben junger Verkäuferinnen ein, um deren seelische Verfassung freizulegen. Der Befund: Langeweile, scheiterndes Verlangen nach Glück, ein möglicher Hoffnungsrest. Ein gleichermaßen von sozialem Empfinden und kühler Mitteilungskunst gekennzeichneter Film, ernsthaft und überzeugend inszeniert, fern von jeder Spekulation.“

„Der melodramatische Schluß gehört zu einem Film, der zweierlei will und auch erreicht. Mit sorgsamer Akribie beobachtet er die Frustration von vier kleinen Verkäuferinnen, denen zwar kein materielles Elend droht, die aber im Einerlei des Alltags sich selbst  und ihre Persönlichkeit zu verlieren drohen. (…) Außerdem analysiert der Film die Rolle der Frau in einer patriarchalischen Gesellschaft.“